# Palazzo dei Vescovi fiorentini
Il palazzo dei Vescovi fiorentini è stato un edificio di Firenze, collocato presso la collina di Montughi (fino al 1529). Si trovava di fronte alla villa Fabbricotti, sul lato opposto della via.

## Storia e descrizione
Nel palazzo dei Vescovi si recavano i vescovi di Firenze per la villeggiatura estiva. A questo palazzo era annesso l'oratorio di Sant'Antonio del Vescovo. Del palazzo e dell'oratorio non si conosce l'anno di costruzione, ma sono citati già nei documenti del XIII secolo. Furono restaurati e ingranditi nel 1312 per ordine del vescovo Antonio d'Orso. Nel palazzo nel 1418 abitò l'antipapa Giovanni XXIII, nel 1434 fu ospite il papa Eugenio IV e vi morì Sant'Antonino Pierozzi, arcivescovo di Firenze, il 2 maggio 1459. 
Nella zona dove si trova via Luigi Lanzi, a Firenze, esistevano le cucine e le rimesse del palazzo e nel luogo dove c'è oggi vicolo dei Bigozzi si trovavano i locali di studio e i dormitori. Il palazzo e l'oratorio furono distrutti durante l'assedio del 1529.
A Firenze esisteva anche una villa dei vescovi di Fiesole, tuttora esistente, detta villa Riposo dei Vescovi.

### Il busto di sant'Antonino
Fu posto un tabernacolo, col busto di sant'Antonino, nel punto preciso dove c'era il palazzo dei Vescovi, ma successivamente, senza motivo, questo fu spostato, facendo perdere così l'importanza storico-topografica al luogo. Fu collocato allora in via Vittorio Emanuele II, nel muro di cinta del convento delle Suore di San Francesco. Il tabernacolo risale al 1855 e fu fatto restaurare nel 1959 da Piero Bargellini, a cura dell'Azienda Autonoma del Turismo.
L'antico tabernacolo invece si trovava presso l'odierna Villa Fabbricotti, come si vede da una incisione dello Zocchi del 1740 e conteneva un bassorilievo in pietra, rappresentante Sant'Antonio insieme ad una Pietà. Nel 1830 fu sconsacrato per volere dell'arcivescovo di Firenze Ferdinando Minucci. Quando Sant'Antonino divenne compatrono di Firenze, per volontà di Gregorio XVI, il cardinale Minucci fece scolpire dal Duprè un busto di Sant'Antonino, che trovò posto nel nuovo tabernacolo insieme alla Pietà. Fu poi portato nella Chiesa di San Martino a Montughi perché, col tempo, la Pietà aveva subito dei danni, così fu restaurato da Michele Piovani e la Pietà fu sistemata all'interno della chiesa. Il tabernacolo fu inaugurato il 4 maggio 1856.
La paternità di Luca Della Robbia è attestata da un documento del 1880, redatto dalla Commissione Provinciale Conservatrice dei Monumenti. Recentemente la Pietà è stata attribuita a Giovanni Della Robbia (o alla sua bottega), databile 1520 o 1525 secondo Giancarlo Gentilini.